# Корпусной генерал
Корпусной генерал (фр. Général de corps d’armée) — должностное звание высшего командного состава во французской армии и воинское звание в армиях ряда стран. Впервые появилось после Первой мировой войны во французской армии.
Присваивается дивизионным генералам только на время пребывания их в должности, соответствующей званию корпусного генерала. Обычно это звание получают дивизионные генералы, назначаемые на должности командиров корпусов и приравненных к ним. Таким образом, звание корпусной генерал является должностным званием, а не воинским.
Во французской армии должностное звание «корпусного генерала» (Général de corps d’armée) является званием выше воинского звания «дивизионного генерала» (Général de division), и ниже должностного звания «армейского генерала» (Général d’armée). Знаками различия корпусного генерала на погонах являются четыре серебряные звёздочки, размещенные в форме ромба.
Должностному званию корпусной генерал в ВВС Франции соответствует звание корпусной генерал ВВС (Général de corps d’armée aérien), а в ВМС — вице-адмирал эскадры (Vice-amiral d’escadre). Применительно к Российской армии «корпусной генерал» приблизительно соответствует воинскому званию генерал-полковник в сухопутных войсках и адмирал в ВМФ.